# Ревельский переулок

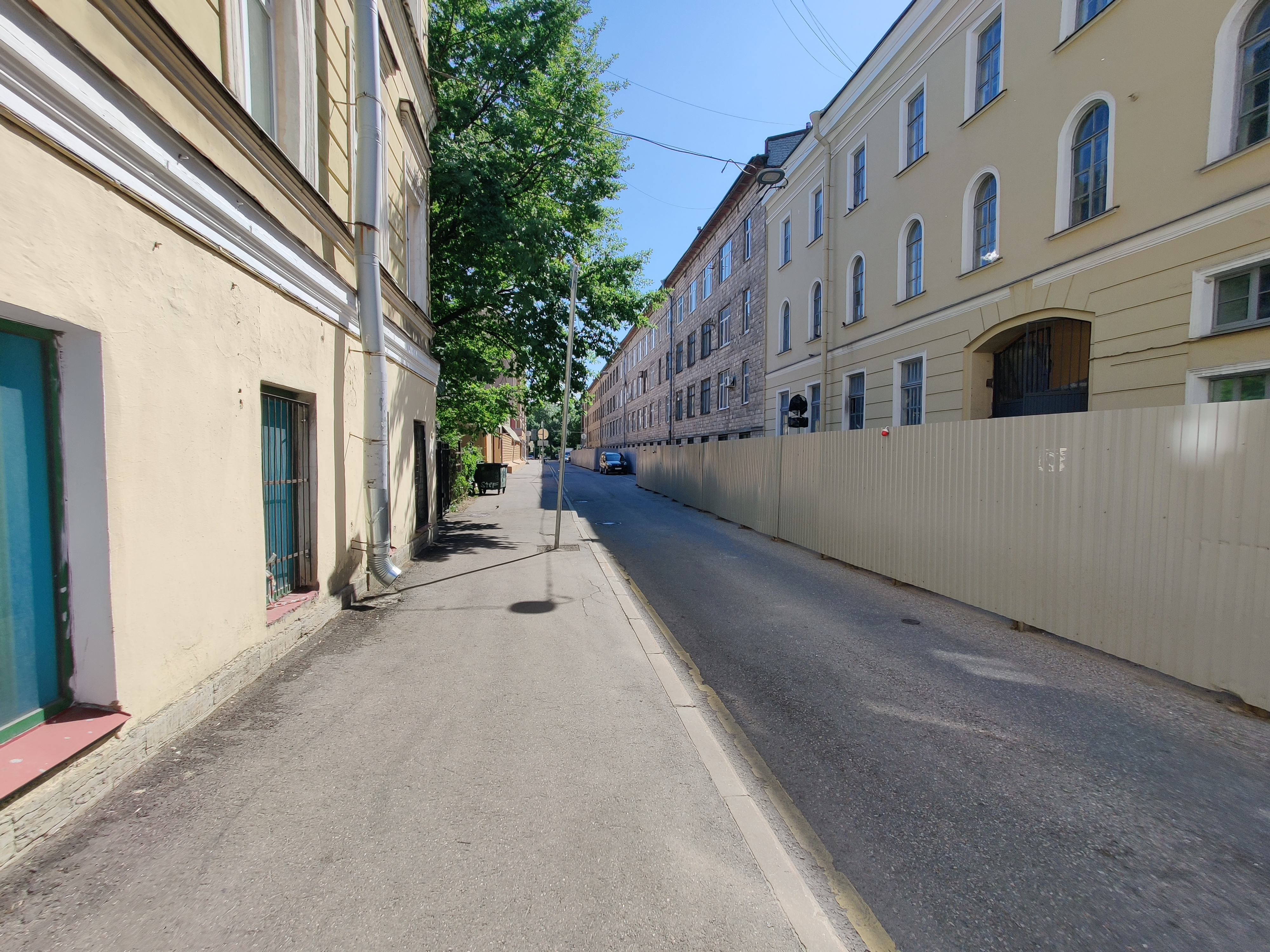
Вид от Рижскго проспекта

Ре́вельский переулок — переулок в Адмиралтейском районе Санкт-Петербурга. Проходит от Курляндской улицы до Рижского проспекта.

## История
Переулок возник во второй половине XVIII века.
Первоначальное название Новая улица известно с 1798 года. Параллельно существовали названия Новый переулок, 2-й Новый переулок.
Современное название Ревельский переулок дано 14 июля 1859 года по городу Ревелю (ныне столица Эстонии Таллин), в ряду улиц Нарвской полицейской части, переименованных по городам прибалтийских губерний России.